# Terrier-Rouge
 (septembre 2022).
La mise en forme du texte ne suit pas les recommandations de Wikipédia : il faut le « wikifier ».
Les points d'amélioration suivants sont les cas les plus fréquents. Le détail des points à revoir est peut-être précisé sur la page de discussion.
- Les titres sont pré-formatés par le logiciel. Ils ne sont ni en capitales, ni en gras.
- Le texte ne doit pas être écrit en capitales (les noms de famille non plus), ni en gras, ni en italique, ni en « petit »…
- Le gras n'est utilisé que pour surligner le titre de l'article dans l'introduction, une seule fois.
- L'italique est rarement utilisé : mots en langue étrangère, titres d'œuvres, noms de bateaux, etc.
- Les citations ne sont pas en italique mais en corps de texte normal. Elles sont entourées par des guillemets français : « et ».
- Les listes à puces sont à éviter, des paragraphes rédigés étant largement préférés. Les tableaux sont à réserver à la présentation de données structurées (résultats, etc.).
- Les appels de note de bas de page (petits chiffres en exposant, introduits par l'outil «  Source ») sont à placer entre la fin de phrase et le point final[comme ça].
- Les liens internes (vers d'autres articles de Wikipédia) sont à choisir avec parcimonie. Créez des liens vers des articles approfondissant le sujet. Les termes génériques sans rapport avec le sujet sont à éviter, ainsi que les répétitions de liens vers un même terme.
- Les liens externes sont à placer uniquement dans une section « Liens externes », à la fin de l'article. Ces liens sont à choisir avec parcimonie suivant les règles définies. Si un lien sert de source à l'article, son insertion dans le texte est à faire par les notes de bas de page.
- La présentation des références doit suivre les conventions bibliographiques. Il est recommandé d'utiliser les modèles {{Ouvrage}}, {{Chapitre}}, {{Article}}, {{Lien web}} et/ou {{Bibliographie}}. Le mode d'édition visuel peut mettre en forme automatiquement les références.
- Insérer une infobox (cadre d'informations à droite) n'est pas obligatoire pour parachever la mise en page.

Pour une aide détaillée, merci de consulter Aide:Wikification.
Si vous pensez que ces points ont été résolus, vous pouvez retirer ce bandeau et améliorer la mise en forme d'un autre article.
Terrier-Rouge (Tèrye Wouj en créole haïtien) est une commune d'Haïti située dans le département du Nord-Est. La commune fait partie de l'arrondissement de Trou-du-Nord.

## Informations sur la commune
Le relief dominant de la commune de Terrier-Rouge est la plaine. Elle jouit d’un climat normal et elle est de position intérieure. Terrier-Rouge dont le nom lui vient de la couleur de son sol fut élevée au rang de commune en 1881.
Troisième commune de l’arrondissement du Trou-du-Nord, Terrier-Rouge est subdivisée en deux (2) sections communales. Elle a un quartier, Grand Bassin, qui relève de la section communale du même nom. Elle a au moins dix (10) localités et trente deux (32) habitations.
La commune de Terrier-Rouge est bornée au nord par l’Océan Atlantique et la commune de Caracol ; au sud, par les communes de Fort-Liberté et de Perches ; à l’est, par la commune de Fort-Liberté et à l’ouest, par les communes du Trou du Nord et de Caracol.
Fondée en 1721, Terrier-Rouge, à l’époque coloniale, relevait de la paroisse de Limonade. En 1701, on y construisit une chapelle et elle devint à son tour, vers les années 1710, Paroisse. Le développement de la commune de Terrier-Rouge est marqué par l’établissement en ses lieux de la Compagnie de Fort-Dauphin sous la Présidence d’Elie Lescot. Ancien quartier de la commune du Trou-du-Nord, Terrier-Rouge offre à ses visiteurs un grand nombre de sites historiques et naturels impressionnants par leur décor. Ses habitants s’appellent terrier-rougiens, terrier-rougiennes. Les terrier-rougiens célèbrent le 29 juin, Saint Pierre ; le 11 février, Notre Dame de Lourdes et le 1er Octobre, Sainte Thérèse comme saints patrons de leur commune.

## Démographie
La commune est peuplée de 27 577 habitants(recensement par estimation de 2009).

## Terrier rouge - enquêtes
En 2005, la population de la commune de Terrier-Rouge était estimée à 24 517 habitants dont 34,7% vivait en milieu rural. Le rapport de masculinité pour la commune était de 96 hommes pour 100 femmes. Pour une superficie de 171,22 km2, la densité était évaluée à 143,0 habitants/km2. Pendant la période intercensitaire 1982-2003, le taux moyen annuel de croissance de la population de la commune était de 2,3%. La répartition de la population de la commune de Terrier-Rouge par grand groupe d’âges présente la structure suivante : 39,0% de la population de la commune sont âgés de moins de 15 ans ; les personnes âgées de 15-64 ans représentent 53,4% et celles de 65 ans et plus, 7,6%.
Au moment de l’inventaire, quarante et un (41) établissements scolaires ont été inventoriés dans la commune. On y trouvait, quatre (4) écoles préscolaires, trente et une (31) institutions primaires et six (6) écoles secondaires. La commune avait également un (1) centre d’alphabétisation et six (6) institutions techniques et professionnelles.
Deux (2) cliniques, un (1) dispensaire, deux (2) centres de santé sans lit et deux (2) centres de santé avec lit constituent les infrastructures sanitaires de la commune. Un effectif de cent onze (111) personnes constitue le personnel des établissements sanitaires répertoriés. Parmi ce personnel, on trouve vingt (20) médecins, trente sept (37) matrones et quinze (15) infirmières, treize (13) auxiliaires….
Près de quarante deux (42) temples ou églises ont été inventoriés dans la commune. Les temples ou églises les plus nombreux sont ceux des confessions baptiste (19) et catholique (10).
Environ quinze (15) organisations sociopolitiques, trois (3) organisations non gouvernementales et cinq (5) coopératives non commerciales avaient leur représentation dans la commune au moment de l’inventaire.
Au moment de l’inventaire, neuf (9) rivières, dix (10) sources et cinq (5) lacs ont été inventoriés dans la commune. De plus, la commune a deux (2) stations de radio qui sont localisées en milieu urbain. Au moment de l’inventaire, la commune n’avait pas été alimentée en courant électrique.
En termes d’infrastructures économiques et financières, deux (2) hôtels, une (1) coopérative de commercialisation, deux (2) caisses populaires, une (1) maison d’affaire et vingt neuf (29) banques de borlette dont cinq (5) guérites en milieu urbain ont été inventoriées dans la commune.
Les infrastructures administratives et judiciaires sont constituées de deux (2) commissariats, de deux (2) tribunaux de paix et d’un (1) bureau d’état civil.
L’agriculture et l’élevage sont les principales activités économiques de la commune. Près de quatre vingt un (81) établissements commerciaux parmi lesquels trente huit (38) petites boutiques et huit (8) grandes boutiques ont été inventoriés dans la commune.
Au niveau des infrastructures culturelles, de divertissement et de loisir, la commune de Terrier-Rouge possède une (1) salle de théâtre, trois (3) night-clubs, cinq (5) espaces pour pratiquer le football et le basket, deux (2) places publiques et quinze (15) gaguères.

## Administration
La commune était composée des sections communales de :
- Fond-Blanc
- Grand-Bassin (dont le quartier « Grand-Bassin »), maintenant Grand-Bassin redevient commune après 78 ans de dépendance à la commune de Terrier-rouge.

## Économie
L'économie locale repose sur la culture du maïs, de la patate, du manioc, du pois-congo et du sisal.

## Enseignement
La commune de Terrier-Rouge possède plusieurs écoles élémentaires et secondaires ainsi qu'un lycée.
Dans la commune, il y a plusieurs jeunes qui veulent voir le changement et le rôle de la jeunesse, notamment le Mouvement Boomba Haïti (stillboomba.blogspot.com, plus de 1000 textes disponibles).
On peut lire ce texte .
ROLE DES JEUNES DANS LA PROMOTION D'UN DEVELOPPEMENT DURABLE Le Mouvement Boomba Haïti 
- septembre 10, 2021
INTRODUCTION
À Terrier Rouge  si nous croyons  les statistiques  :  Les jeunes représentent près de 70 % de la population . Il est indispensable d'associer la jeunesse d'aujourd'hui aux décisions en matière d'environnement et de développement et à l'application des programmes, pour assurer la réussite à long terme d'Action 
DOMAINES D'ACTIVITE
Renforcement du rôle de la jeunesse et participation active des jeunes à la protection de l'environnement et à la promotion du développement économique et social dans la commune de TERRIER Rouge 
Principes d'action
Il faut que les jeunes de Terrier rouge prennent une part active à toutes les décisions qui touchent à leur vie actuelle et à leur avenir. Outre sa contribution intellectuelle et sa capacité de mobilisation, la jeunesse apporte sur la question un point de vue original dont il faut tenir compte. Certes ,il ne faut pas mépriser la jeunesse dans les actions pour le développement de la commune, on devrait donner une chance à la jeunesse. 
On peut dire chaque leaders  (Paulette , Grand Bassin , Colonie ,Danda Savane Carré)  devrait, en consultation avec les jeunes, établir un cadre visant à promouvoir le dialogue entre eux et les autorités à tous les niveaux, et créer des mécanismes leur permettant d'accéder à l'information et d'exprimer leur point de vue sur les décisions que prend les responsables politiques , économiques , religieux de la commune , notamment dans le cadre de la mise en œuvre du programme Action .
La commune de Terrier Rouge devrait, d'ici à l'an 2030, veiller à ce que tous les jeunes - garçons et filles - soient  bien instruits , Autrement dit  bénéficient d'un enseignement secondaire approprié  au marché du travail ou d'une formation scolaire ou professionnelle équivalente, en augmentant les effectifs tous les ans. 
Les intellectuels dans la commune de Terrier rouge (Nord- Est Haïti) devraient prendre des initiatives visant à réduire le niveau actuel de chômage des jeunes presque 90 %  des jeunes sont aux chômages. On doit par d'ailleurs, encourager  la création de mécanismes visant à faire participer les jeunes à tous les processus de prise de décisions de l'Organisation, afin de pouvoir influer sur ces derniers. 
Dans la commune on  devrait en quelque sorte combattre les violations des droits de l'homme dont sont victimes les jeunes presque chaque jours en Haïti  :  en particulier les jeunes femmes et les jeunes filles, leur assurer une protection juridique, les doter des compétences et des moyens et leur apporter le soutien leur permettant de réaliser pleinement leur potentiel ainsi que leurs aspirations économiques et sociales. 
Les gouvernements , les responsables politiques et les autres secteurs dans le pays  devraient, en conformité avec leurs stratégies, prendre les mesures ci-après : 
- Etablir d'ici à 2035 des mécanismes visant à consulter et, éventuellement, à faire participer les jeunes - garçons et filles - aux processus de prise de décisions en matière d'environnement et prendre des dispositions pour qu'ils puissent intervenir aux échelons local, national et régional;
- Promouvoir le dialogue avec les associations de jeunes dans le cadre de l'élaboration et de l'évaluation de plans et programmes sur l'environnement ou de l'examen de questions liées au développement;
- Examiner, en vue de les intégrer aux politiques pertinentes(éviter la corruption), les recommandations des conférences  régionales (les deux réseaux en Haïti doivent donner à tous les jeunes un accès l' internet gratuit pour émanciper à l' émergence   IA (intelligence artificielle) et nationales de jeunes et d'autres instances qui présentent le point de vue des jeunes sur des questions liées au développement économique et social et à la gestion des ressources;
- Assurer aux jeunes l'accès à tous les types d'enseignement digne, on doit donner à tous les jeunes en Haïti une éducation de qualité  ; on est a bout de souffre avec cette éducation de dépouille, On doit mettre en place, le cas échéant, des structures d'enseignement parallèles; faire en sorte que l'enseignement tienne compte des besoins sociaux et économiques des jeunes et insister, tout au long de la scolarité, sur les notions de protection de l'environnement et de développement durable; développer la formation professionnelle en appliquant des méthodes nouvelles visant à mettre en valeur les compétences pratiques (activités de surveillance de l'environnement, par exemple); Il faut protéger l' environnement haïtienne .Il faut aussi protéger notre Culture , c’est la force de la culture face à la culture de la force.

Il faut en quelque sorte
- Formuler et mettre en œuvre, en coopération avec les organisations et les ministères compétents, et notamment avec des représentants de la jeunesse, des stratégies visant à créer des débouchés nouveaux sur le marché du travail et à assurer aux jeunes gens et jeunes filles la formation correspondante;
- Créer des groupes d'étude comprenant des jeunes et des représentants d'organisations non gouvernementales de jeunes en vue de mettre au point des programmes d'enseignement et de sensibilisation s'adressant spécialement aux jeunes et portant sur les grands problèmes de la jeunesse. Ces groupes d'études devraient faire appel à des méthodes d'enseignement de type classique et non scolaire afin de toucher le plus grand nombre de jeunes possible. Les organes d'information nationaux et locaux, les ONG, les entreprises et d'autres organismes devraient leur apporter leur soutien;
- Donner leur appui aux programmes, projets, réseaux, organisations nationales et organisations non gouvernementales de jeunes afin qu'ils voient comment intégrer les programmes et leurs besoins dans ce domaine et inciter les jeunes à participer au choix des projets, à leur conception, à leur application et à leur suivi.

## Personnalités liées à la commune
- Martial Besse (1759-après 1805), général des armées de la République Française, né dans la commune. La famille Louis est l'une des plus anciennes, surtout au niveau de Fond-Blanc. Ancien député LOUIS Jovenel natif de polette. Et ses maires se nomment: Marie Evena Daniel POMPILUS, Emmanuel DORVILUS et Nadège FRANCOIS.

On peut retrouver aussi 
Jean Louis Butherly (Boomba Libertaire avec son blog https://stillboomba.blogspot.com/2021/09/role-des-jeunes-dans-la-promotion-dun.html

## Média
La commune comporte une station de radio connu sur le nom de: Radio Vision Nordesienne située entre l'Angle de la Route Nationale #1 et le Pont, sa fréquence est le 102.3 FM stéréo.
On peut retrouver aussi le blog du Mouvement Boomba Haïti MBH avec plus de 1000 articles à son actif 
le lien 
https://stillboomba.blogspot.com/2021/09/role-des-jeunes-dans-la-promotion-dun.html